# Avricourt (Oise)
Avricourt település Franciaországban, Oise megyében. Lakosainak száma 237 fő (2022. január 1.). Avricourt Amy, Beaulieu-les-Fontaines, Candor, Margny-aux-Cerises, Roiglise és Verpillières községekkel határos.

## Népesség
A település népességének változása:
| Lakosok száma | 257  | 254  | 256  | 260  | 255  | 250  | 245  | 241  | 237  |
|               | 2013 | 2015 | 2016 | 2017 | 2018 | 2019 | 2020 | 2021 | 2022 |